# Prontuario dei nomi locali dell'Alto Adige
Le Prontuario dei nomi locali dell'Alto Adige (Guide des noms de lieu dans le Tyrol du Sud) est la liste officielle des 16 735 noms de lieu du Haut-Adige. Due au sénateur Ettore Tolomei (1865-1952) elle a été officiellement adoptée par l'État italien le 29 mars 1923, pour permettre la mise en œuvre du Programme de Tolomei d'italianisation de l'ancien südtirol autrichien, correspondant à l'actuelle province autonome de Bolzano, devenue italienne à l'issue de la Première Guerre mondiale. 
Le travail, commencé en 1906, a été publié la première fois par la Reale Società Geografica Italiana (Société royale italienne de géographie) en 1916 et n'a plus été réédité après 1935. 
De façon erronée, ce guide est présenté comme un produit de l'ère fasciste. Il est né en réalité de l'esprit irrédentiste italien puisqu'il a été commencé en 1906, avant la Première Guerre mondiale, et a été achevé en 1916, longtemps avant que le fascisme arrivât au pouvoir (1922). Toutefois, c'est le gouvernement fasciste qui l'officialisa et imposa la toponymie de Tolomei, interdisant le ladin aussi bien que l'allemand. 

## Chronologie
Dans les années 1890 Ettore Tolomei fonda la revue nationaliste La Nazione Italiana, et en 1906 l'Archivio per l'Alto Adige, avec l'intention de prouver que le Haut-Adige avait été territoire italien depuis l'Antiquité et que, si la langue allemande s'y était installée, ce n'était qu'un bref épisode historique qui ne portait pas atteinte aux droits des Italiens sur cette région. 
Dans le programme de Tolomei la toponymie occupait une place centrale, même si les premières tentatives étaient toujours dépourvues du caractère systématique qui ne se manifesta que plus tard. Durant cette période, Tolomei utilisait l'expression « Alto Trentino » pour désigner ce qui était alors le Tyrol du Sud, puisqu'il n'avait pas encore entendu parler de l'expression Haut-Adige, qui est une création de l'époque napoléonienne et était destinée à devenir, après la Première Guerre mondiale, le nom officiel de la province de Bolzano. De la même façon, au lieu du nom « Brenner » Tolomei utilisait encore le terme « Pirene », par la suite devenu Brennero. Son activité devint plus systématique avec la création de l’Archivio per l'Alto Adige où il commença à proposer des noms italianisés pour les régions et les lieux géographiques du Tyrol du Sud. En 1916, un an après l'entrée en guerre fut créée une commission chargée de trouver des noms italiens pour les territoires « qui ne manqueraient pas d'être bientôt conquis ». Le comité (où se retrouvaient Tolomei, le professeur de botanique et de chimie Ettore de Toni et le bibliothécaire Vittorio Baroncelli) proposa près de 12 000 toponymes italiens sur la base des études de Tolomei. La liste fut publiée en juin 1916 en tant que volume XV, IIe partie, des Memorie della Reale Società Geografica et dans l'Archivio per l'Alto Adige.

## La méthode de Tolomei
Dans l'introduction de son manuel Tolomei a expliqué la méthode qu'il avait utilisée. Les principales caractéristiques en sont les suivantes : 
- 1. Les toponymes ladins ont été adaptés à la prononciation italienne
- 2. Les toponymes italiens déjà entrés en usage (56 cas sur 116 communes) ont été maintenus, mais avec des exceptions : par exemple Badia (une ville du Mali), Bressanone, San Candido.
- 3. Les toponymes ont été conservés quand des toponymes pré-romains germanisés ont été remplacés par le toponyme d'origine ou par une version latinisée.
- 4. Les noms germaniques que l'on pouvait relier à une forme romane originale sont revenus à la forme latine.
- 5. Les toponymes irréductiblement germaniques ont été traduits en italien ou remplacés par des noms italiens. On y est souvent arrivé par une adaptation phonétique (souvent en ajoutant une voyelle à la fin du mot, par exemple Lagundo pour Algund, Avelengo pour Hafling) ou en traduisant le sens étymologique (par exemple, Lago Verde pour Grünsee, Villabassa pour Niederdorf). Cette dernière méthode a causé des erreurs fréquentes (par exemple Linsberg a été traduit par Monte Luigi, comme s'il s'agissait de traduire Luisberg ; le toponyme Blumau a été interprété à tort comme indiquant un pré fleuri et a été traduit par Prato all'Isarco). Parfois on a fait référence au saint patron de la localité (p. ex. Innichen – San Candido), ou on s'est inspiré de dérivations de type géographique (par exemple Colle Isarco pour Gossensass).

Cette méthodologie, cependant, n'a pas été appliquée de manière uniforme et souvent le choix du toponyme italien semble bien arbitraire.

## Critiques
En dépit de l'intention affichée par Tolomei de mettre en valeur l'histoire latine de la région, dans de nombreux cas le résultat a été de cacher les origines romanes des toponymes historiques, en raison partiellement de l'incompétence linguistique de Tolomei et de ses collaborateurs. On peut en trouver un exemple dans le toponyme Lana, un lieu qui appartenait à un propriétaire terrien du nom de Leo, d'après lequel il a été appelé (Praedium) Leonianum. Pendant le haut Moyen Âge le nom se prononçait Lounan. Dans le dialecte bavarois la voyelle a connu un changement au XIIe siècle et le nom s'est transformé en Lunan qui est devenu par la suite l'actuel Lana. Contrairement à la méthodologie qu'il s'était fixée, Tolomei a conservé ce nom de Lana, sans doute parce qu'il avait une sonorité italienne et un sens en italien, mais le nom correct dans cette langue aurait été Leoniano. Il en va de même pour les toponymes allemands Trens et Terenten, qui remontent au latin Torrens (torrent), et qui ont été italianisés en Trens et en Terento, si bien qu'on ne reconnaît plus les racines romanes encore présentes dans les noms allemands. 
Outre les erreurs fréquentes et l'incohérence de la méthode utilisée, la principale difficulté de la méthode de Tolomei en toponymie est la perte d'informations historiques que contenait le développement des noms de lieux au fil des siècles. Au lieu de mettre en lumière le substrat rhéto-roman, Tolomei a plaqué la langue toscane sur les traditions romanes locales. Le toponyme Vipiteno qui se fonde sur le latin Vipitenum en est une démonstration. Tolomei a préféré ce nom à celui de Sterzen, couramment utilisé à l'époque par les Italiens. Toutefois, sans s'en rendre compte, il a imposé un nom germanisé. Le nom rhéto-roman aurait été Vibidina. Au XVIIIe siècle en parler germanique le nom est devenu Wipitina, et c'est sous cette forme qu'il a été nommé pour la première fois dans des documents latins. C'est dans les documents plus récents que le nom a été latinisé en Vipitenum, et comme il rappelait beaucoup les noms d'origine romaine, il a été préféré par Tolomei.

## Source de traduction
- (it) Cet article est partiellement ou en totalité issu de l’article de Wikipédia en italien intitulé « Prontuario dei nomi locali dell'Alto Adige » (voir la liste des auteurs).